# Auguste Marie Hue
Pour les articles homonymes, voir Hue.
L’abbé Auguste Marie Hue est un botaniste français, spécialiste des lichens, né le 15 août 1840 et mort le 22 juin 1917.

## Biographie
C’est lui qui étudie les lichens récoltés par l’expédition scientifique de la Tunisie dont les comptes rendus sont publiés par Narcisse Théophile Patouillard (1854-1926). Il étudie également les lichens rapportés par les expéditions antarctiques françaises (1903-1905 et 1908-1910), commandées par Jean-Baptiste Charcot (1867-1936). Le père Auguste Barthélemy Langlois (1832-1900) lui fait parvenir des spécimens récoltés en Louisiane.

## Liste partielle des publications
- 1886 : Addenda nova ad Lichenographiam europaeam exposuit in Flora ratisbonensi Dr. W. Nylander, in ordine vero systematico disposuit A. Hue (Lechevallier, Paris).
- 1897 : Lichenes (Imprimerie nationale, Paris).

## Note
1. ↑  Acte de décès à Levallois-Perret sur Filae
2. ↑  cf. Shirley Cotter Tucker (1970). Langlois's Collection Sites of Louisiana Lichens, Bryologist, 73 (1) : 137-142.  (ISSN 0007-2745)